# ویلبرفورس (اوهایو)
ویلبرفورس (به انگلیسی: Wilberforce) یک منطقهٔ مسکونی در ایالات متحده آمریکا است که در شهرستان گرین، اوهایو واقع شده‌است. ویلبرفورس ۸٫۰۴ کیلومتر مربع مساحت و ۲٬۲۷۱ نفر جمعیت دارد و ۳۰۷ متر بالاتر از سطح دریا واقع شده‌است.